# Leandra urbaniana
Leandra urbaniana är en tvåhjärtbladig växtart som beskrevs av Célestin Alfred Cogniaux. Leandra urbaniana ingår i släktet Leandra och familjen Melastomataceae. Inga underarter finns listade i Catalogue of Life.